# Skórnice
Skórnice – wieś w Polsce położona w województwie świętokrzyskim, w powiecie koneckim, w gminie Fałków.
Do roku 1954 miejscowość należała do Gminy Czermno. W latach 1975–1998 miejscowość administracyjnie należała do województwa piotrkowskiego.
W 2011 miejscowość zamieszkiwały 383 osoby.
Przez miejscowość przepływa niewielka rzeka Barbarka, dopływ Czarnej.
Wierni Kościoła rzymskokatolickiego należą do parafii Świętej Trójcy w Fałkowie.
| SIMC    | Nazwa      | Rodzaj                  |
| ------- | ---------- | ----------------------- |
| 1017310 | Folwark    | część wsi               |
| 1017362 | Nadrzecze  | część wsi               |
| 0539199 | Poręba     | przysiółek (do 2023 r.) |
| 1017391 | Stara Wieś | część wsi               |
| 1017416 | Ściegna    | część wsi               |
| 1017439 | Trytwa     | część wsi               |
| 1017445 | Zalesie    | część wsi               |

## Historia
Jedna z miejscowości Zagłębia Staropolskiego. Rozwój górnictwa i hutnictwa na terenie dzisiejszych Skórnic dokumentowany jest szczegółowo dopiero od XIX wieku. „Słownik geograficzny Królestwa Polskiego i innych krajów słow.” odnotowuje m.in. zatrudnienie 50 robotników w 1870 roku przy tutejszym wielkim piecu, zaś w 1880 roku opisuje „wydanie” przez ten piec 2760 cetnarów surowca. Rudę żelaza pozyskiwano przede wszystkim z miejscowej kopalni odkrywkowej o nazwie „Nadzieja”. W miejscu dawnych odkrywek obecnie są stawy rybne. W końcu XIX wieku zakłady metalurgiczne w całym Zagłębiu Staropolskim przeżywały kryzys. Zamknięciu uległa tutejsza kopalnia, a wielki piec wygaszono w Skórnicach ostatecznie w 1901 roku. Na kryzys złożyło się wiele przyczyn. Nie bez znaczenia była utrata autonomii Królestwa Polskiego i niska zawartość żelaza w tutejszych rudach. Ale do najpoważniejszych zaliczyć trzeba rosnącą konkurencję ze strony wielkich hut Zagłębia Dąbrowskiego, gdzie zaczęto stosować na skalę wielkoprzemysłową najnowocześniejsze wtedy technologie wytopu i obróbki żelaza – piece martenowskie.
W 1892 roku w tut. majątku ziemskim urodził się Henryk Czesław Cichowski – teolog. Od wiosny 1940 do jesieni 1942 r. mieszkał tu, wysiedlony z Łodzi – Leszek Kołakowski, zaś latach 1943–1945 – Wojciech Plewiński.

## Zabytki
- Dwór pałacowy murowany z pierwszej połowy XIX w., przebudowany wraz z parkiem około 1851 roku przez Jakubowskich. Zachowany do dzisiaj układ przestrzenny zespołu dworsko-parkowego wzorowano na planie warszawskich Łazienek Królewskich: sztucznie utworzono wyspę z terenu wokół przebudowanego dworu, do którego dostęp z lądu stał się możliwy poprzez mostki przerzucone nad każdym z obu okalających tę wyspę kanałów, łączących staw przedni ze stawem tylnym. Od 1888 roku własność inż. Henryka Cichowskiego, przejęta na cele reformy rolnej 13 lutego 1945 od jego córki Zofii z Cichowskich Kotarskiej.

Zespół dworski: dwór, spichrz i park, został wpisany do rejestru zabytków nieruchomych (nr rej.: A.480/1-3 z 9.01.1950, z 30.05.1972 i z 17.06.1994).